# مدولاسیون فضایی
سوارسازی یا مدولاسیون فضایی یک روش مدولاسیون دامنه است که در سیستم‌های تاسیسات فرود برای استفاده همزمان چند آنتن با توان‌های فرکانس و فازهای متفاوت رادیویی برای ایجاد اعماق متفاوت مدولاسیون در میان حجم‌های متفاوت سه بعدی استفاده می‌شود.